# Arrondissement Tournon-sur-Rhône
Tournon-sur-Rhône is een arrondissement van het Franse departement Ardèche in de regio Auvergne-Rhône-Alpes. De onderprefectuur is Tournon-sur-Rhône.

## Kantons vanaf 2015 tot heden
- Kanton Annonay-1
- Kanton Annonay-2
- Kanton Haut-Eyrieux  (deel : 29/44)
- Kanton Guilherand-Granges
- Kanton Haut-Vivarais
- Kanton Sarras
- Kanton Tournon-sur-Rhône
- Kanton Rhône-Eyrieux  (deel : 9/17)

## Kantons van 2007 tot 2014
Het arrondissement was van 2007 tot 2014 samengesteld uit de volgende kantons:
- Kanton Annonay-Nord
- Kanton Annonay-Sud
- Kanton Le Cheylard
- Kanton Lamastre
- Kanton Saint-Agrève
- Kanton Saint-Félicien
- Kanton Saint-Martin-de-Valamas
- Kanton Saint-Péray
- Kanton Satillieu
- Kanton Serrières
- Kanton Tournon-sur-Rhône
- Kanton Vernoux-en-Vivarais